# Salt Lake City
Salt Lake City je glavni i najveći grad američke savezne države Utah. Često poznat po kratici SLC,te po nazivima Crossroads of the West i Salt Lake.
Prema podacima iz popisa stanovništva 2010. godine u njemu živi 186.440 stanovnika. Predstavlja i sjedište okruga Salt Lake, kojemu pripada dolina Salt Lake, te zajedno s gradskom okolicom ima 1.130.293 stanovnika.
Grad je okružen planinama, a od Velikog slanog jezera po kojemu je dobio ime odvojen močvarama.
Osnovali su ga godine 1847. mormonski doseljenici na čelu s Brighamom Youngom. Otada pa do današnjih dana predstavlja središte te vjerske zajednice. Kasnije se naglo razvio kao rudarsko središte, željeznički čvor te industrijski bankovno središte. Turizam grada temelji se na zimskim sportovima. S vremenom su u grad počeli dolaziti imigranti iz raznih dijelova svijeta kao i drugih američkih država, tako da je grad postupno počeo gubiti svoj mormonski karakter. Danas zbog toga predstavlja liberalnu i demokratsku oazu u pretežno konzervativnom i republikanski nastrojenom Utahu.
Salt Lake City je poznat i kao domaćin Zimske olimpijade 2002. godine, jednog od rijetkih događaja tog tipa koji je organizatorima donio profit. To se dogodilo usprkos skandala vezanih za lobiranje Međunarodnog olimpijskog odbora. Također u SLC-u je smješten NBA klub Utah Jazz.
U gradu se nalazi dvorana EnergySolutions Arena, prije zvana Delta Center, koja je ujedno i dom košarkaškom klubu Utah Jazz od 1991. godine.
Grad ima i javni prijevoz kao što su autobusi i lagani vlakovi. Aerodrom grada se nalazi 6 km od grada. Godine 2007. aerodromom je ukupno prošlo 22.029.488 putnika. Time je jedan od najprometnijih aerodroma u SAD-u. 
Glavne znamenitosti grada nalaze se na Tempel Square. 

## Vanjske poveznice
- Službena stranica Salt Lake Cityja
- Salt Lake City Trgovinska komora
- SOpćinska vijeća  Arhivirana inačica izvorne stranice od 13. prosinca 2005. (Wayback Machine)
- Virtualan pregled Salt Lake Cityja.